# Les Démolisseurs
Les Démolisseurs è una litografia di 50x31 cm (56,6x45,6 il foglio) realizzato dal pittore francese Paul Signac nel 1896. Fu pubblicata nel 1896 sulla rivista anarchica Les Temps nouveaux.
È una delle poche opere di grafica del puntinista francese (si contano infatti soltanto 20 litografie e 7 acqueforti).
È un'opera intrisa di simboli, che svela chiaramente le posizioni anarchiche dell'autore. Il lavoratore in primo piano (forse lo stesso Signac) colpisce ed abbatte il passato, il capitalismo. Il messaggio politico è completato dal sole nascente, simbolo anarchico fin dal 1890: l'alba di un nuovo giorno, di tempi nuovi.

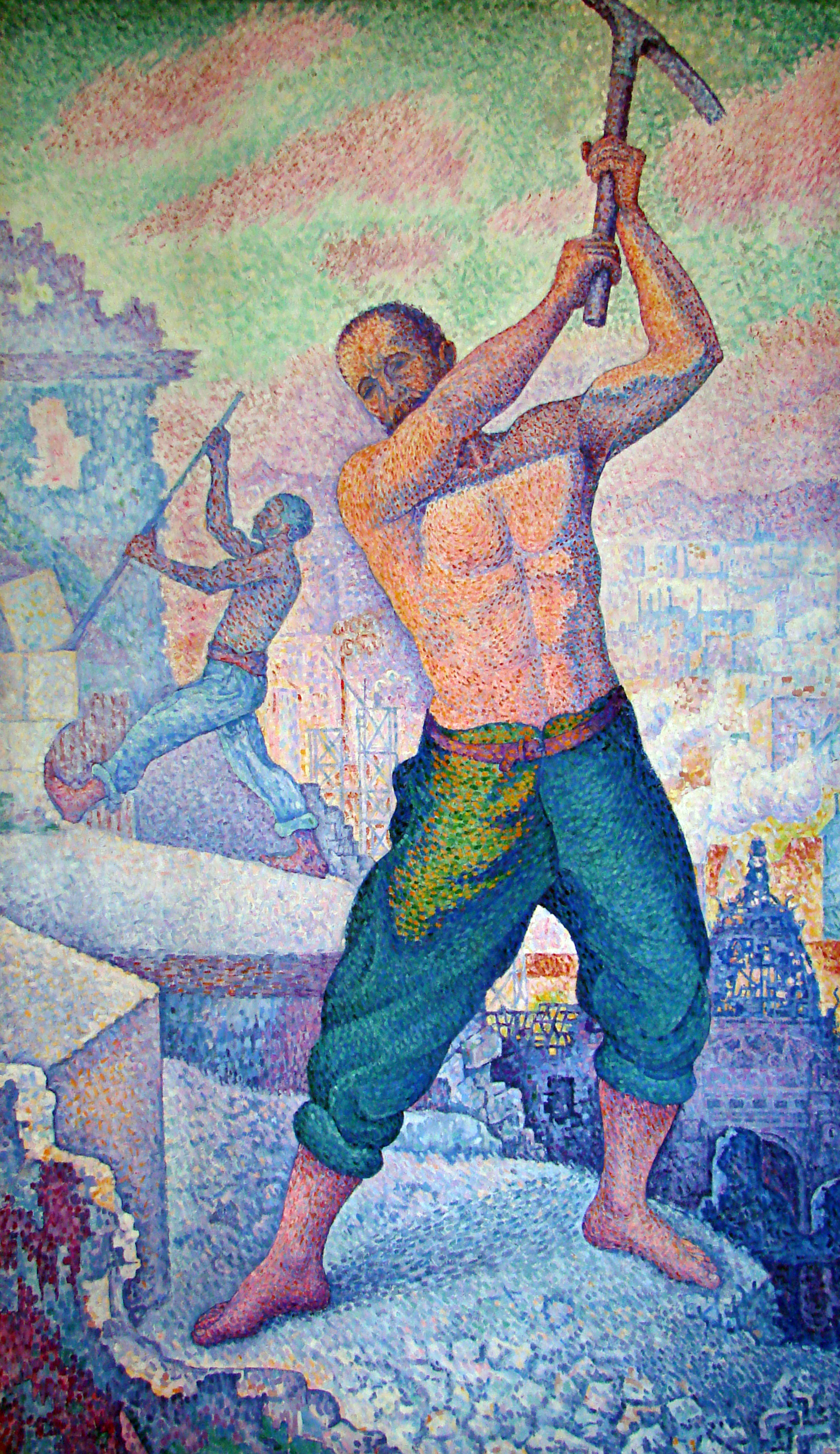
Il dipinto tratto dalla litografia

Signac trasse poi da questa litografia un dipinto a olio (1897-1899), conservato nel Museo d'Orsay di Parigi, in cui l'immagine è però a specchio rispetto all'originale. Doveva essere la prima di un ciclo di opere ispirate dai lavoratori, che però non verrà mai completato. Solo questo dipinto venne poi esposto, nel 1901.